# Mimasura miltochristodes
Mimasura miltochristodes là một loài bướm đêm trong họ Noctuidae.